# Jocelyn Delecour
Jocelyn Delecour (ur. 2 stycznia 1935 w Tourcoing) – francuski lekkoatleta (sprinter), medalista olimpijski i mistrzostw Europy.
Rozpoczął międzynarodową karierę na igrzyskach olimpijskich w 1956 w Melbourne, gdzie dotarł do półfinału w sztafecie 4 × 100 metrów. Na mistrzostwach Europy w 1958 w Sztokholmie zdobył brązowy medal w biegu na 200 metrów, zajął 4. miejsce w biegu na 100 metrów oraz 5. miejsce w sztafecie 4 × 100 metrów.
Igrzyska olimpijskie w 1960 w Rzymie nie były udane dla Delecoura. Odpadł w ćwierćfinałach biegów na 100 m i 200 m, a sztafeta 4 × 100 m z jego udziałem została zdyskwalifikowana w eliminacjach. Na mistrzostwach Europy w 1962 w Belgradzie zdobył srebrny medal na 100 m (za swym rodakiem Claude’em Piquemalem), a na 200 m był czwarty, podobnie jak w sztafecie 4 × 100 m.
Na swych trzecich igrzyskach olimpijskich w 1964 w Tokio Decelour odpadł w półfinale biegu na 200 m, natomiast w sztafecie 4 × 100 m zdobył wraz z kolegami brązowy medal (sztafeta biegła w składzie Paul Genevay, Bernard Laidebeur, Piquemal i Delecour). Na mistrzostwach Europy w 1966 w Budapeszcie startował tylko w sztafecie 4 × 100 m, która zdobyła złoty medal (w składzie Marc Berger, Delecour, Piquemal i Roger Bambuck). Na igrzyskach olimpijskich w 1968 w Meksyku odpadł w ćwierćfinale biegu na 100 m, natomiast w sztafecie 4 × 100 m ponownie Francuzi zostali brązowymi medalistami olimpijskimi (w składzie Gérard Fenouil, Delecour, Piquemal i Bambuck).
Delecour był mistrzem Francji na 100 m w 1961 i 1962, a na 200 m w 1961, 1962, 1963 i 1964. Jego rekordy życiowe to 10,3 s na 100 m i 20,7 s na 200 m.